# 新世橋停留場
新世橋停留場（日语：／ Shinseibashi teiryūjō */?）是位於北海道函館市宮前町的函館市交通局（函館市電車）宮前線已被廢除的鐵路車站。

## 歷史
- 車站的名稱曾經出現「新世橋停留場」及「新世橋前停留場」。
- 參考函館市交通局的歷史。

## 車站構造
- 新世橋停留場設有2個月台（側式月台）、2條電車路線（相反方向）。

## 車站周邊
- 北海道道517號五稜郭公園線
- 天主教宮前町教會
- 函館藤幼稚園
- 山形屋
- 現在車站附近亦有石川內科醫院及宮林外科醫院。

## 相鄰車站

### 已廢除的路線
函館市交通局
宮前線（於1993年4月1日被廢除）
宮前町－新世橋－西武T.O.前